# كونتريفو (أين)
كونتريفو (بالفرنسية: Contrevoz)‏ هي بلدية فرنسية تقع في إقليم الأين في فرنسا. رمز إنسي لها هو:1116. أما الرمز البريدي لها فهو: 1300.